# Idaea obrepta
Idaea obrepta là một loài bướm đêm trong họ Geometridae.